# مورتیمر دیورند
هنری مورتیمر دیورند (انگلیسی: Henry Mortimer Durand؛ ۱۴ فوریهٔ ۱۸۵۰ – ۸ ژوئن ۱۹۲۴) یک دیپلمات اهل بریتانیا بود.
او که در در اواخر سپتامبر ۱۸۹۳، دبیر امور خارجهٔ هند بریتانیایی و رئیس هیئت مذاکره‌کننده از سوی حکومت بریتانیایی هند بود؛ مسیر خط دو هزار و ششصد کیلومتری مرز افغانستان با هندوستانِ انگلستان (پاکستان امروز) را بر پایه سیاست‌ها و منافع لندن ترسیم کرد و طی توافق‌نامه‌ای در ۱۲ نوامبر ۱۸۹۳ آن را به امضای عبدالرحمن خان، امیر وقت کابل رساند. این خط مرزی در تاریخ به نام او، خط دیورند، معروف شده است.
وی همچنین در ۱۸۹۴ به عنوان وزیرمختار دولت لندن در تهران منصوب شد و سه کتاب دربارهٔ ایران و نادرشاه نوشته است.

## گزارش به لندن
مورتیمر دیورند در گزارش ۲۷ سپتامبر ۱۸۹۵ شماره ۶۷۰۴ می‌نویسد:
«شرایط داخلی اصلاً رضایت‌بخش نیست. شاه حکومت ایالات و مناصب مهم دولتی را به‌طور منظم به کسی که ییش‌ترین پول را بپردازد برای دوره‌های کوتاه می‌فروشد» و سپس از پریشانی‌های امور کشور و نابسامانی نظام اداری و ضعف دولت به شدت انتقاد می‌کند و از قدرت حکمرانان محلی می‌گوید. از قدرت «ملاها هم – که قدرت‌شان بسیار بیشتر از آن است که باید باشد، نادیده گرفته می‌شود.» کسری بودجه سالانه ۵۰٫۰۰۰ لیره استرلینگ است. بی‌نظمی در ارتش و عدم پرداخت حقوق ارتشی‌ها و سربازان می‌نویسد «ارتش گروهی از عوام‌الناس‌اند که نه اسلحه و مهمات به دردخور دارند و نه چیزی به اسم نظم و انضباط. در کشور هیج محکمهٔ قضائی قابل اعتمادی نیست. عملاً جاده‌ای وحود ندارد» و بعد با شمردن خرابی‌های کشور، از موانع گسترش تجارت و فراوانی پول بی‌ارزش کشور که فقر و فلاکت و درماندگی مردم را فراهم آورده است سخن می‌گوید و از شورش نان. حرص و طمع و بی‌عرضگی و بی‌جرأت و جسارت بودن شاه را مطرح می‌کند و قدرت گرفتن روحانیون را «که انفاقا اصلاً مورد علاقهٔ ایرانیان نیستند».
«ناصرالدین شاه مدتی پیش برای شکار رفته و گرفتار برف سختی شده بود، شبی در خانه محقر پای تپه‌ای، سر کرد و صبح، هنگام ترک خانه، از صاحبخانه پرسید که در مقابل این افتخار چه «پیشکشی» خواهید پرداخت. سرانجام صاحبخانه ۶ سکهٔ امپریال روسی پیشکش داد که شاه باخود برد. «چند هفته پیش شخصی یک‌صد و پنجاه لیره به شاه پرداخت و تا پایان عمرش سالیانه دویست لیره حقوق تقاعد برای او تضمین شد». … «سومین و مجبوبترین پسر شاه ظل السلطان، که فرماندهِ کل قشون است به هزینه سربازان ثروتمند می‌شود و آن‌ها را می‌چاپد». تشکیلات اداری صدراعظم در واقع یک کیف سیاه چرمی است. با همان کیف سیاه درآمدش درسال «از هفتاد هزارلیرهٔ استرلینگ تا یکصد هزار لیره استرلینگ است. … «پسر رئیس هیئت وزیران که وزیر پُست است شخصاً بسته‌های پستی را که با ارزش به نظر می‌آیند، می‌دزدد». … «در ایران کسی نیست که حقیقتاً وطن‌پرست و خواهان بهبود اوضاع باشد.» فرمانفرما اخیراً حکومت کرمان را خرید. او ۱۰۰۰۰ لیره به شاه و ۲۰۰۰ لیره به صدر اعظم و مبالغی کم‌تر از این به چند نفر دیگر پرداخت.